# 鳥羽市立図書館
鳥羽市立図書館（とばしりつとしょかん）は三重県鳥羽市大明東町にある公立図書館である。

## 概要
- 建設面積：1,177m2
- 延床面積：1,502m2
- 構造：鉄筋コンクリート造 2階建て
- 1階：一般閲覧室、児童閲覧室、郷土資料室など
- 2階：書庫、会議室など

## 沿革
- 1951年（昭和26年）
  - 4月 - 鳥羽町立図書館として設立（鳥羽町鳥羽2132番地の1 、旧岩崎青年会館） 、5月1日に開館する。
  - 10月 - 旧鳥羽町警察署跡（鳥羽町鳥羽1660番地）に移転する。
- 1954年（昭和29年）11月 - 市制施行により鳥羽市立図書館と改称する。
- 1963年（昭和38年）5月 - 旧市庁舎跡（鳥羽町1738番地の2）に移転する。
- 1972年（昭和47年）11月 - 鳥羽市民文化会館が完成し一階に移転する。（併設)
- 1988年（昭和63年）8月 - 大明東町市民の森公園内に新図書館の建設を着工する。
- 1989年（平成元年）
  - 3月 - 新図書館が完成する。（7月17日一般開館）
  - 7月 - 新図書館がオープンする。

## 周辺
- 市民の森公園
- 鳥羽中央公園
- 鳥羽ショッピングプラザハロー
- 三重県立鳥羽高等学校
- 鳥羽市立かもめ幼稚園
- 鳥羽市立鳥羽東中学校
- 保健福祉センターひだまり

## 交通アクセス
- 近鉄志摩線 志摩赤崎駅から約1.3km、徒歩約17分
- かもめバス（鳥羽市営路線バス） 鳥羽駅前の鳥羽バスセンターから「安楽島」「鳥羽小涌園」「かんぽの宿鳥羽」「石鏡港」「国崎」行きに乗車、「図書館」停留所下車
- 国道167号 安楽島大橋北交差点より、約900m
- 駐車場：あり